# Лунгеску, Оана
Оана Лунгеску (рум. Oana Lungescu, род. 29 июня 1958, Бухарест) — румынская журналистка, с филологическим образованием (английский и испанский языки). С 2010 года она является пресс-секретарём НАТО.

## Биография
Родилась в Бухаресте, окончила в 1981 году филологический факультет Бухарестского университета, англо-испанское отделение. С 1981 по 1983 год она работала учителем английского языка в Буштени. В 1983 году она отказалась сотрудничать с Секуритате (департаментом госбезопасности). Секуритате подготовила информационный файл отслеживания Лунгеску и дала ей код Лорена.
Её мать, родом из Клужа, в 1981 году поселилась в городе Фирзен, Северный Рейн-Вестфалия, работала врачом. В 1983 году Оана Лунгеску запросила выдачу паспорта для посещения матери, но румынские власти отклонили эту просьбу. Секуритате пыталась заставить её сотрудничать с помощью шантажа паспортом и лекарствами для её отца, адвоката, который был серьёзно болен. После смерти отца в 1985 году ей разрешили жить в Федеративной Республике Германии, где она получила немецкое гражданство.
С 1985 по 1992 год она работала репортёром румынского отдела BBC. До 1996 года она работала редактором и помощником румынского отдела Би-би-си под редакционным именем «Ана Мария Бота». В 1997 году она перешла на Всемирную службу Би-би-си, где работала корреспондентом в Брюсселе и Берлине до 2010 года, когда генеральный секретарь НАТО Андерс Фог Расмуссен назначил её новым пресс-секретарем — она сменила на этом посту Джеймса Аппатураи (англ. James Appathurai).